# Andrés de Santa María

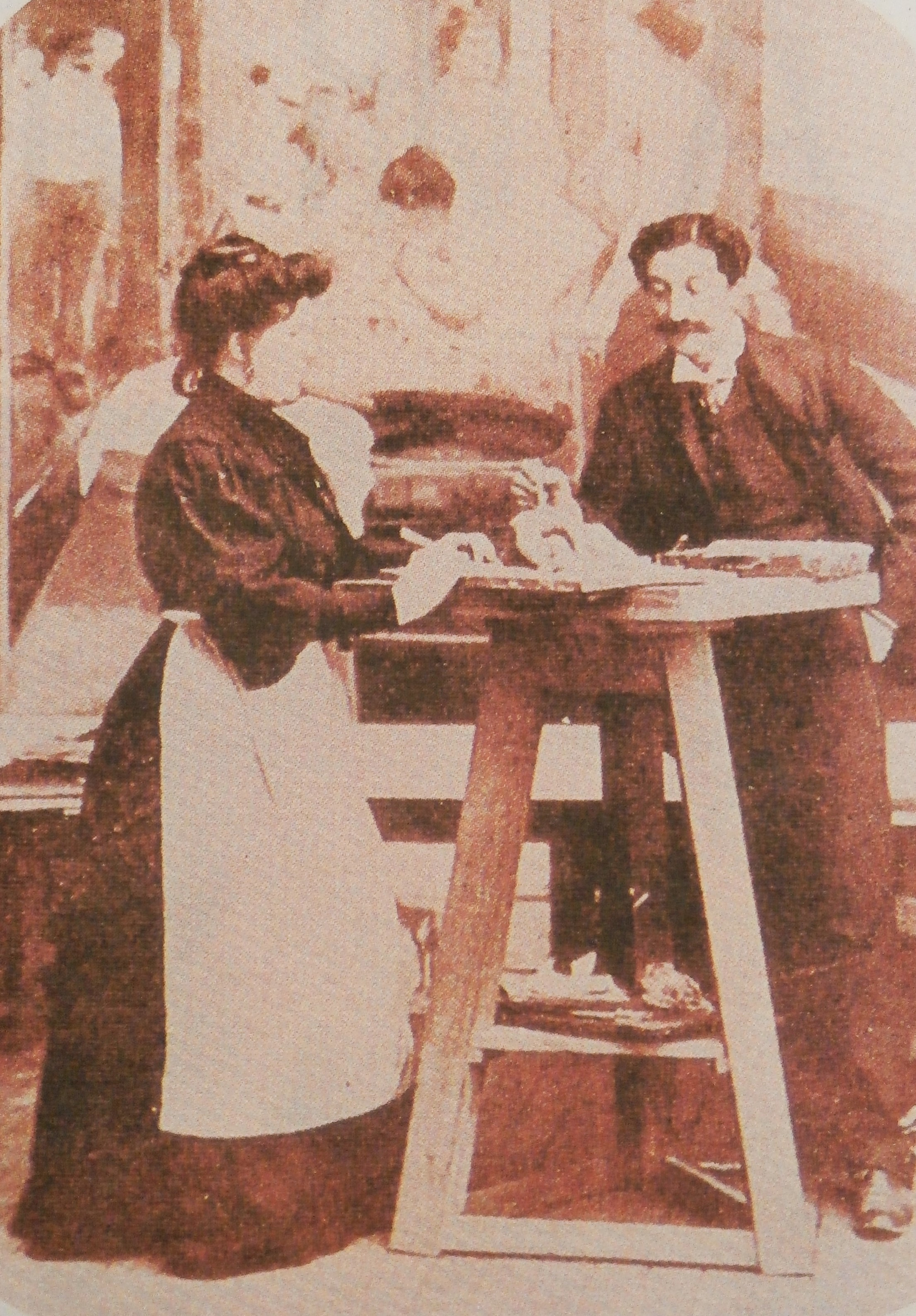
Andrés de Santa María met zijn vrouw, Amalia, in zijn atelier

Andrés de Santa María (Bogota, 16 december 1860 - Brussel, 29 april 1945) geldt als een van de belangrijkste schilders uit de geschiedenis van Colombia. Voor dat land kan hij worden gezien als een pionier op het gebied van het impressionisme. Hij verbleef het grootste deel van zijn carrière in Europa, met name in Brussel waar hij een eerder teruggetrokken leven leidde. Naast het impressionisme was zijn werk ook beïnvloed door het realisme, met schilders als Jean-François Millet en Gustave Courbet.

## Biografie
De Santa María, geboren in Bogota, verhuisde op tweejarige leeftijd met zijn familie naar Londen en groeide op in Europa. Hij studeerde aan de Ecole de Beaux Arts in Parijs en volgde lessen bij Ferdinand Humbert en Henri Gervex. Zijn eerste deelname aan een expositie was die aan de Salon des Artistes Français in 1888. Daar exposeerde hij ook in 1889 en 1890.
In 1893 trouwde hij met Amalia Bidwell Hurtado in het Franse Saint-Jean-de-Luz en in 1894 besloten ze om zich te vestigen in Colombia. Samen kregen ze acht kinderen en verbleven ze zo'n twintig jaar aldaar. Hij begon als docent op de Escuela Nacional de Bellas Artes (vertaling: Nationale Academie voor Schone Kunsten) in Bogota en in 1904 werd hij directeur van de academie. De Santa Maria bracht zijn invloeden en kennis vanuit Europa naar Colombia, zijn "moderne" technieken waren echter een breuk met het traditionele academische schilderen en dit leverde hem veel kritiek op. In 1911 trok hij zich terug van de Academie en vertrok hij voorgoed terug naar Europa. Na diverse omzwervingen in o.a. Engeland, Frankrijk en Spanje vestigde hij zich na de Eerste Wereldoorlog in Brussel. 
Met een overzichtstentoonstelling van zijn werk in 1936, in het Paleis voor Schone Kunsten wist hij zich te onderscheidden als kunstenaar en verkreeg hij meer bekendheid. In 1937 had hij een grote overzichtstentoonstelling in Londen met 125 schilderijen, geschilderd vanaf 1907). 
De Santa Maria overleed in 1945 op vijfentachtigjarige leeftijd.

## Erkenning
Na zijn dood hebben er diverse grote overzichtstentoonstellingen plaatsgevonden waaronder in 1949 in het Nationale Museum van Colombia en in 1971 in het Museo de Arte Moderno de Bogotá (MAMBO). Het Nationale Museum van Colombia heeft ook een groot deel van zijn werken in hun collectie.

## Galerij

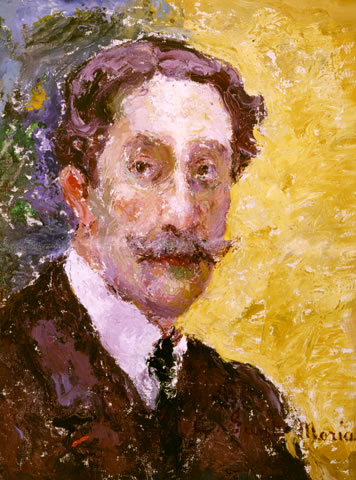
Zelfportret (1910)
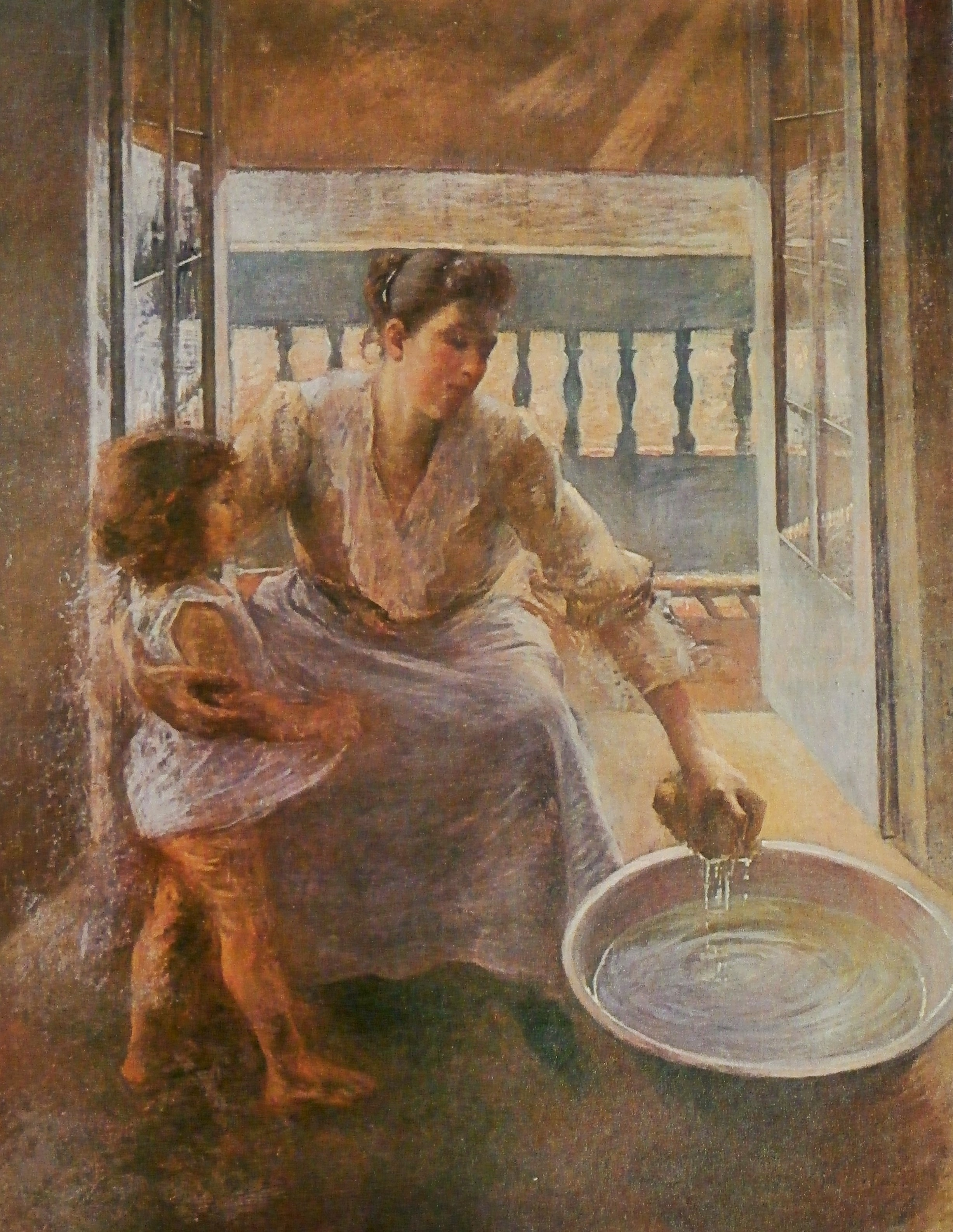
Het wassen van het kind (1904)
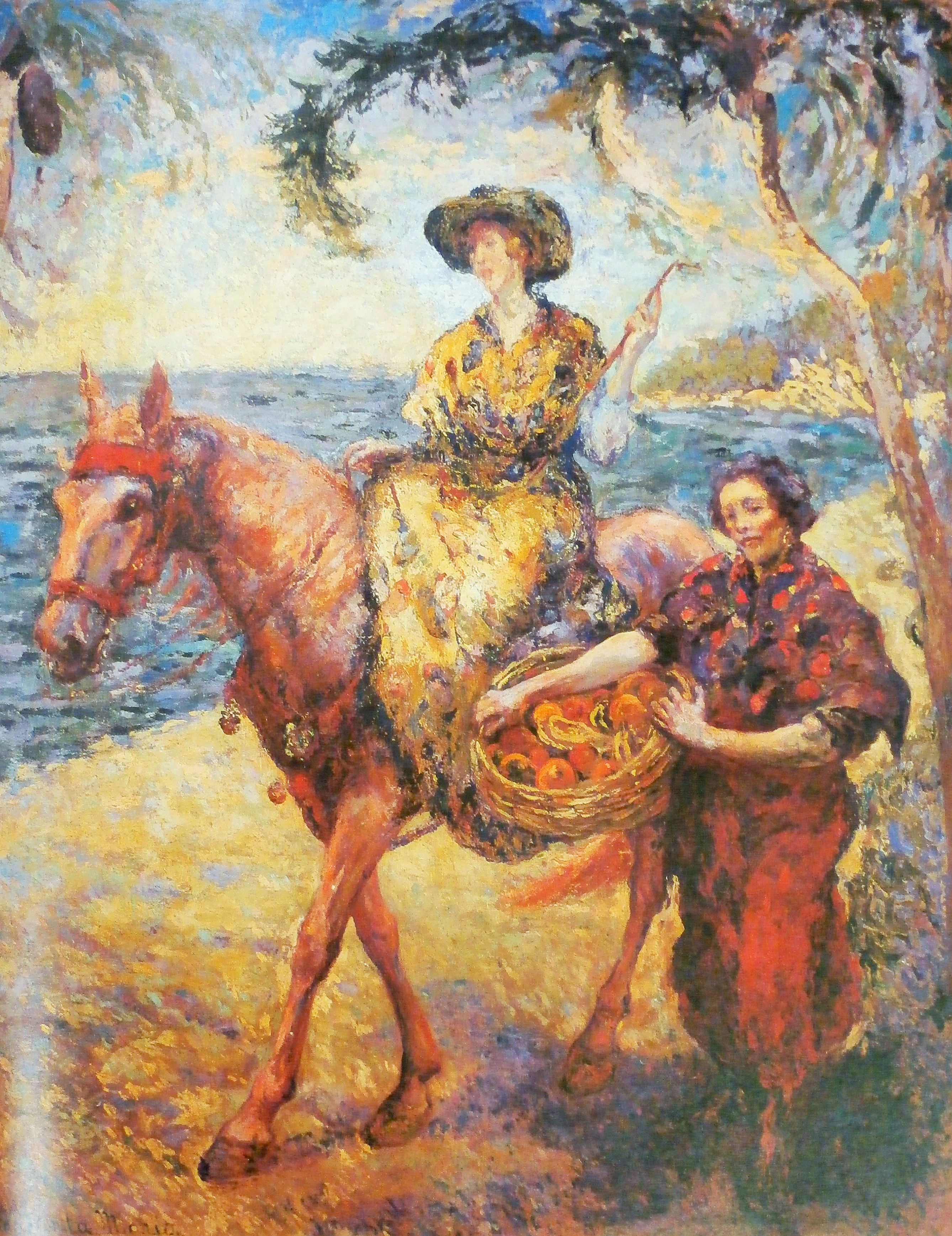
Portret van María Mancini op het paard (1907)